# Mickaël Poté
Mickaël Poté (* 24. September 1984 in Lyon) ist ein beninisch-französischer ehemaliger Fußballspieler, der auch für die beninische Nationalmannschaft aktiv war. Er ist Rechtsfüßer und war im Angriff variabel einsetzbar.

## Karriere

### Vereine
In der Jugend von Grenoble Foot ausgebildet, spielte Poté unter anderem für die französischen Zweitligisten Clermont Foot (2007–2009) und Le Mans FC (2011) sowie für den Erstligisten OGC Nizza (2009–2011). Zu Beginn der Saison 2011/12 unterschrieb er einen Dreijahreskontrakt beim deutschen Zweitliga-Aufsteiger Dynamo Dresden, wo er unter Ralf Loose am 26. August 2011 (6. Spieltag) bei der 0:3-Auswärtsniederlage gegen den MSV Duisburg sein Debüt gab, als er in der 71. Spielminute für Pavel Fořt eingewechselt wurde. Mit insgesamt zwölf Treffern war Poté am Saisonende Dynamos zweitbester Torschütze hinter seinem Sturmkollegen Zlatko Dedič (13 Tore). Am Beginn der Saison 2012/13 gab es eine Anfrage des Bundesliga-Aufsteigers SpVgg Greuther Fürth, die jedoch von der Dresdner Vereinsführung abgelehnt wurde. Ab 2013 trug Poté zeitweise die Kapitänsbinde. Er entschloss sich schließlich, seinen 2014 auslaufenden Vertrag vorzeitig um ein weiteres Jahr zu verlängern. Mit insgesamt 21 Toren war er der Dynamo-Spieler mit den meisten Zweitligatoren der Geschichte. Im Juli 2014 teilte der Deutsche Fußball-Bund mit, dass Poté nach dem Zweitligaspiel am 17. April 2014 gegen den FC Erzgebirge Aue positiv auf Dopingmittel getestet wurde. Grund hierfür war die Überdosierung eines Asthmasprays mit dem nach der WADA-Liste zur Gruppe der Beta-2-Agonisten zählenden Salbutamol. Das Verfahren wurde kurz darauf mit einer Verwarnung abgeschlossen.
Da der verlängerte Vertrag nur eine Gültigkeit für die 2. Bundesliga betraf, wechselte Poté im Sommer 2014 zum zyprischen Erstligaverein Omonia Nikosia. In seinem ersten Jahr in Zypern war er bester Scorer und viert bester Torschütze der regulären Saison.
Im Sommer 2015 wechselte er zum türkischen Zweitligisten Adana Demirspor. Bei diesem Verein etablierte er sich auf Anhieb zum Leistungsträger und beendete die Saisons 2015/16 und 2016/17 als Torschützenkönig der TFF 1. Lig.
Die Saison 2017/18 spielte Poté bei APOEL Nikosia, danach kehrte er in die Türkei zu Adana Demirspor zurück. Im Sommer 2019 zog er innerhalb der Liga zu Büyükşehir Belediye Erzurumspor, dann zu Bandırmaspor und Menemenspor weiter. Seit 2022 spielt er in Nordzypern.

### Nationalmannschaft
Am 7. September 2008 gab Poté sein Debüt für die beninische A-Nationalmannschaft, als er beim 3:2-Heimsieg im WM-Qualifikationsspiel gegen Angola in der Startformation stand und die komplette Partie durchspielte. Er stand ebenfalls im beninischen Kader beim Afrika-Cup 2010.

## Privatleben
Mickaël Poté ist praktizierender Muslim und Vater von drei Kindern.

## Auszeichnungen
- Torschützenkönig der TFF 1. Lig: 2015/16, 2016/17